# Shi Yongxin
Shi Yongxin (chinois : 释永信 ; pinyin : shì yǒngxìn), (né Liu Yingcheng le 6 septembre 1965, dans le xian de Yingshang, ville-préfecture de Fuyang, dans la province de l'Anhui, en République populaire de Chine) est un moine bouddhiste. Il est actuellement l'abbé principal du temple Shaolin, treizième successeur après l'abbé Xue Ting Fu Yu. Il est l'un des principaux représentant du bouddhisme en Chine.

## Biographie
Né dans la province d'Anhui, dans l'est de la Chine, il entre dans la vie monastique à l'âge de 16 ans en rejoignant le monastère Shaolin. Il complète sa formation dans de différents monastère bouddhistes et est désigné comme abbé héritier du monastère Shaolin à l'âge de 22 ans. Il est également titulaire d'une maîtrise en administration des affaires. En 1999, il devient l'abbé du monastère. Sous sa direction, le temple a accru sa renommée internationale en développant de nombreuses activités hors de Chine.

## Polémiques
En 2011, Shi est accusé de s'offrir les services de prostituées.
En 2013, des caméras sont découvertes dans les dortoirs féminins du temple. La même année, il est accusé par le journal El Périodico de posséder plusieurs comptes bancaires à l'étranger et d'avoir un enfant non reconnu.
En 2015, il fait l'objet de critiques après l'annonce, au mois de février, de la construction d'un complexe touristique en Australie. En août, des accusations de corruption sont à nouveau portées à son encontre. Le bureau des affaires religieuses du Henan décide l'ouverture d'une enquête.